# USS Cahuilla (ATF-152)
L'USS Cahuilla (ATF-152) était un remorqueur de la flotte de classe Abnaki au service de l'United States Navy pendant la Seconde Guerre mondiale. En 1961, il a été vendu à la marine argentine sous le nom ARA Irigoyen (A-1) où il a servi jusqu'en 2009 en tant qu'aviso, date à laquelle il est devenu un navire musée à San Pedro (Buenos Aires).

## Service de l'US Navy
Il a été fixé comme Cahuilla (AT-152) au chantier naval Charleston Shipbuilding and Dry Dock Co. de Charleston en Caroline du Sud, puis redésigné comme remorqueur océanique de la flotte (ATF-152) le 15 mai 1944. Il a été lancé le 2 novembre 1944 et mis en service comme USS Cahuilla (ATF-152) le 10 mars 1945.

### Opérations du théâtre du Pacifique de la Seconde Guerre mondiale
Le premier service de l'USS Cahuilla dans l'US Navy fut une brève tournée en tant que formateur d'attaque anti-sous-marine à Norfolk, en Virginie. De là, il a navigué le 18 avril 1945 en remorquant l' USS Pegasus (AK-48) (en) pour Pearl Harbor. Après l'avoir livré le 24 mai, le remorqueur de la flotte a navigué pour l'île de Guam, où il a pris une chaîne de barges pontons en remorque pour Okinawa.
Du 26 juillet au 6 août, il a servi d'escorteur des convois et comme remorqueur de sauvetage pour les navires traversant les eaux dangereuses au large d'Okinawa, soumis aux attaques suicides désespérées des avions japonais.

### Opérations de fin de guerre

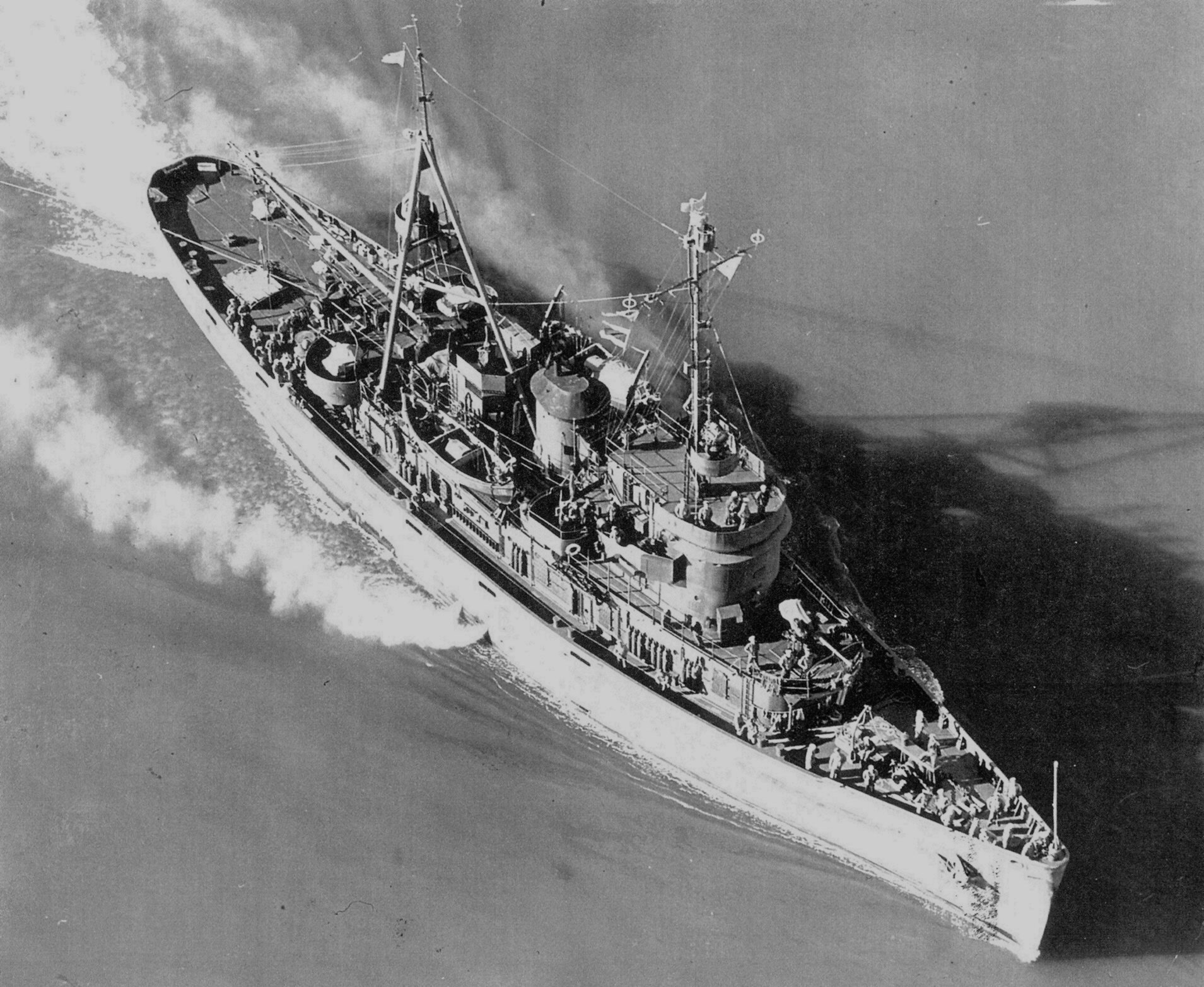
Cahuilla passe sous le Golden Gate Bridge en 1946

La fin de la guerre trouva l'USS Cahuilla en mer, à destination des opérations de sauvetage à l'atoll Eniwetok, d'où il revint pour prendre part à l'occupation de Nagasaki, au Japon, jusqu'au 16 octobre. À partir de ce moment, il est resté  basé à Okinawa pour des opérations de sauvetage et de remorquage jusqu'au 14 février 1946.
L'USS Cahuilla a continué à offrir des services de remorquage aux unités de la flotte et des travaux de sauvetage aux navires de guerre et de commerce, faisant escale à Pearl Harbor, à l'atoll Kwajalein et aux ports de la côte ouest et de la zone du canal de Panama jusqu'en janvier 1947.

### Mise hors service
L'USS Cahuilla a été mis hors service le 27 juin 1947 à San Diego, en Californie. Désarmé dans la flotte de réserve du Pacifique, il a été radié du registre naval et transféré plus tard, dans le cadre du programme d'assistance à la sécurité, en Argentine le 9 juillet 1961.

## Service de la marine argentine
En 1961, le remorqueur a été acquis par la marine argentine en tant qu'Aviso et rebaptisé ARA Comandante General Irigoyen (A-1) en l'honneur de l'espagnol Don Matías de Irigoyen y de la Quintana qui était secrétaire à la guerre entre 1815 et 1819. Pendant la guerre des Malouines de 1982 l'aviso était stationnée près de l'Île des États et a servi au sauvetage des survivants de l' ARA General Belgrano . Au cours de sa carrière, il a également agi en tant que navire de soutien antarctique et en tant que navire-école de plongée sous- marine . Le 29 septembre 2009 après 400.000 milles navigués dans l'Atlantique Sud, il a finalement pris sa retraite . 

### Musée
En janvier 2010, il a été transféré aux soins de la municipalité de San Pedro, province de Buenos Aires et amarrée en permanence sous le nom de Buque Museo Irigoyen, le troisième navire-musée argentin, ouvrant au public en mai 2010. Le 5 novembre 2020 le remorqueur a été trouvé dangereux après avoir pris de l'eau et l'aide a été demandé à la marine pour l'empêcher de couler.

## Galerie

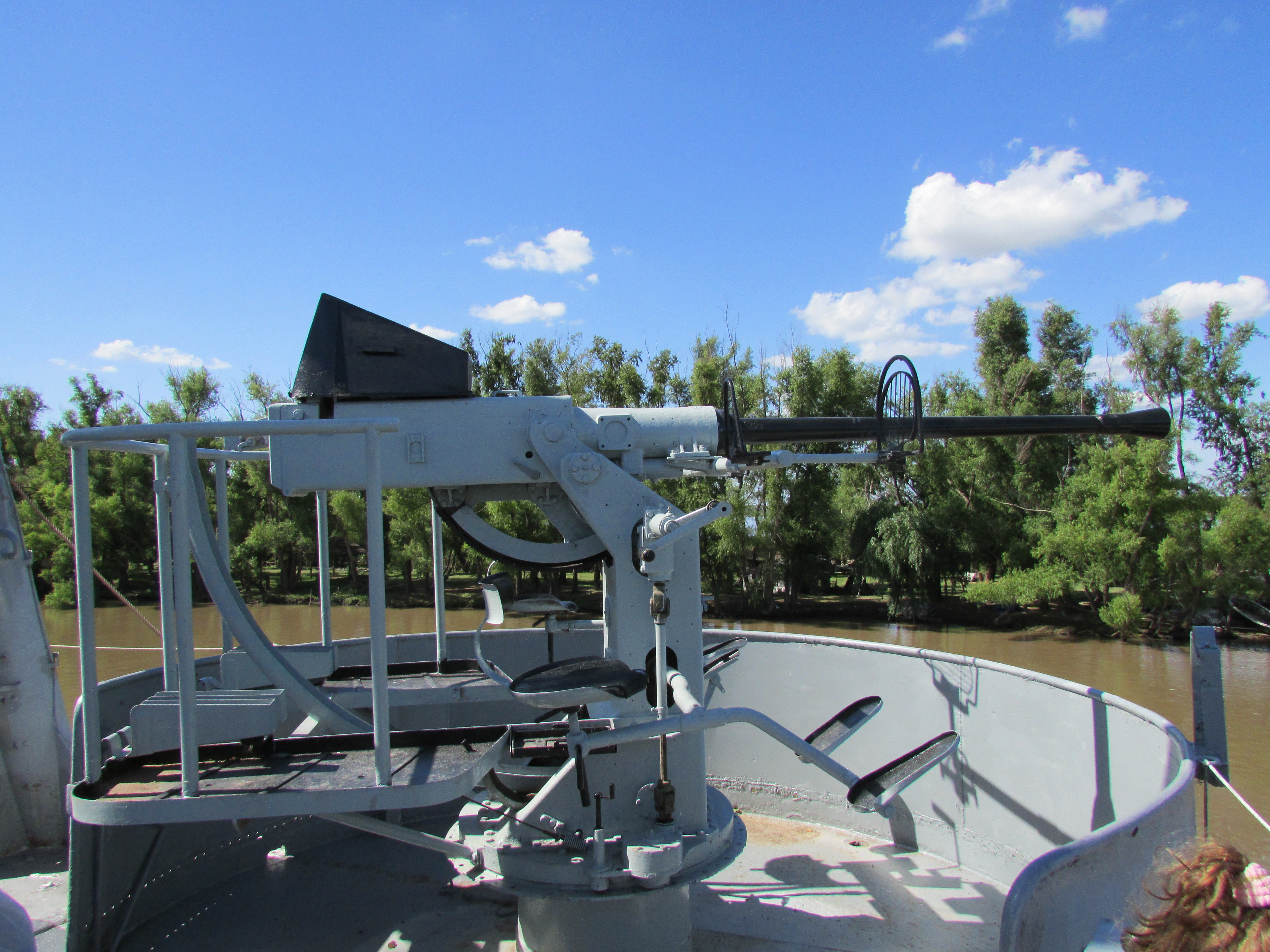
Canon
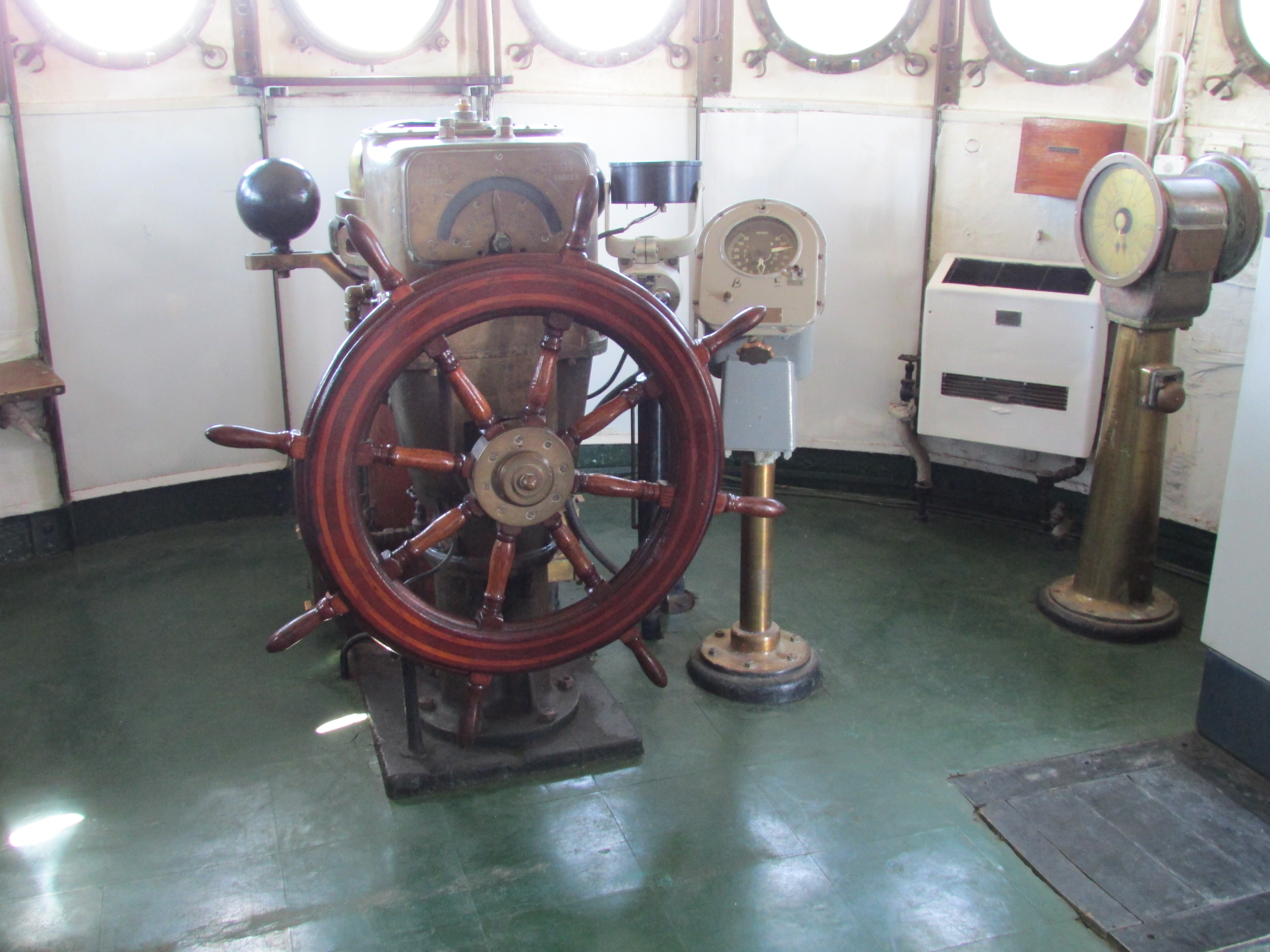
Passerelle
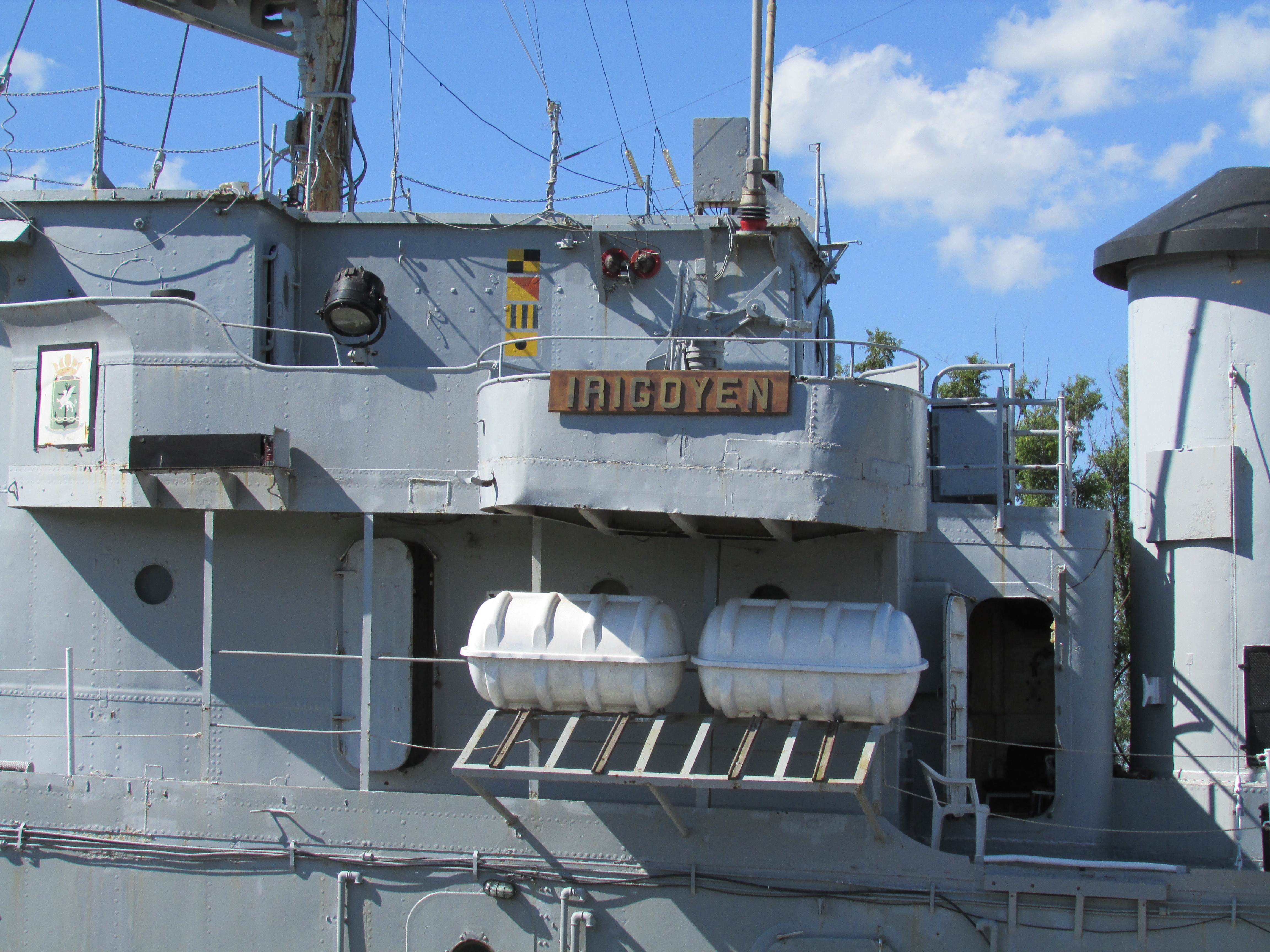
ARA Irigoyen